# Ermensee
Ermensee – miejscowość i gmina w środkowej Szwajcarii, w kantonie Lucerna, w okręgu Hochdorf. Pod względem liczby mieszkańców jest najmniejszą gminą w regionie.
Gmina została utworzona w 1036 roku jako Armense.

## Demografia
W Ermensee mieszka 1 019 osób. W 2021 roku 11,8% populacji gminy stanowiły osoby urodzone poza Szwajcarią.

W 2000 roku 96,1% populacji mówiło w języku niemieckim, 1,7% w języku albańskim, a 0,91% w języku serbskim.

## Transport
Przez teren gminy przebiega droga główna nr 26.